# Народная партия Сьерра-Леоне
Народная партия Сьерра-Леоне (SLPP) — социал-демократическая политическая партия Сьерра-Леоне, одна из двух основных политических партий страны. Основу партии составляет народность менде, проживающие в основном на юге страны.

## История
Народная партия Сьерра-Леоне (SLPP) была основана в 1951 году и была главной политической силой страны с 1951 по 1967 год, когда она проиграла парламентские выборы Всенародному конгрессу под руководством Сиака Стивенса.
Вернулась к власти в 1996 году, одержав победу на президентских выборах. После этого партия была у власти до 2007 года, когда она уступила на выборах Всенародному конгрессу. В 2018 году под руководством Джулиуса Маада Био вновь одержала победу на всеобщих выборах и стала правительственной.